# Poko-Institut
Poko-Institut OHG ist eine Bildungseinrichtung in Deutschland zur Weiterbildung von Arbeitnehmervertretern aus Betriebsrat, Schwerbehindertenvertretung, Jugend- und Auszubildendenvertretung, Wirtschaftsausschuss, Aufsichtsrat und Personalrat sowie von Fach- und Führungskräften. Das Unternehmen ist von Arbeitgebern und Gewerkschaften unabhängig und inhabergeführt.

## Geschichte
Poko wurde 1963 durch den Psychologen Georg Sieber in München als Studiengruppe für politologische Psychologie- und Kommunikationsforschung gegründet. 1965 zog Poko nach Münster. 1971 wurden die Psychologin Heidrun Rieder (geb. 1947) und der Psychologe Hans Dieter Rieder (geb. 1943) Inhaber des Poko-Instituts in Münster. Für den Vertrieb von Fachliteratur wurde 1994 der Verlag Rieder GmbH & Co. Verlag für Recht und Kommunikation KG gegründet. 2008 war die Jugendstilvilla, die bisher Unternehmenssitz war, zu klein für die etwa 55 Angestellten. Das Unternehmen kaufte und bezog ein 1.300 m² großes Geschäftsgebäude auf der anderen Straßenseite. 2013 führten über 200 Referenten über 1.000 Schulungen an mehr als 80 Seminarorten durch. 2023 waren es bereits 400 Referenten in fast 2.000 Schulungen in fast 70 Seminarorten.

## Unternehmen
In den Seminaren, Webinaren, Symposien und Kongressen werden unter anderem folgende Themen behandelt: Betriebsverfassungsrecht, Arbeitsrecht, Wirtschaftliche Grundlagen, Einstieg in die Arbeit als Betriebsrat, Personelle Angelegenheiten, Ältere Arbeitnehmer, Arbeitszeit und Entlohnung, Kündigung nach deutschem Arbeitsrecht, Personalabbau, Umstrukturierung, Datenschutz, Digitalisierung, betrieblicher Gesundheitsschutz, Arbeitsschutz, Psychosozialer Stress, Sucht, Besonderheiten des Außendienstes, Besonderheiten in Kliniken & Krankenhäusern und Tarifanwendung im Betrieb. Weitere Themen sind Rhetorik, Gesprächsführung, Arbeits- und Organisationspsychologie, Persönlichkeit, Mobbing, Mediation, Konfliktmanagement und Öffentlichkeitsarbeit.
Unter den Referenten sind Richter aus der Arbeitsgerichtsbarkeit und der Sozialgerichtsbarkeit, Rechtsanwälte und Fachjuristen für Arbeitsrecht, Betriebsverfassungsrecht und Sozialrecht, Kommunikationstrainer aus den Bereichen Psychologie, Pädagogik und Sozialwissenschaften und Fachleute für Wirtschaft, Gesundheitsschutz und andere Spezialgebiete.
Die Schulungen wenden sich an Betriebsratsvorsitzende und stellvertretende Betriebsratsvorsitzende, Assistenz und Sekretariat, Mitglieder von Gesamtbetriebsrat, Konzernbetriebsrat und Europäischem Betriebsrat, Ausschüssen, Aufsichtsrat, Jugend- und Auszubildendenvertretung und Schwerbehindertenvertretung. Des Weiteren werden gemeinsame Schulungen für Betriebsräte und Führungskräfte, Mitglieder im Personalrat sowie Arbeitnehmervertreter im Wirtschaftsausschuss bzw. Aufsichtsrat angeboten.